# Поліщук Віктор Миколайович
Віктор Миколайович Поліщук (4 листопада 1957, Тростянець — 2 листопада 1999) — український лікар-хірург, педагог. Доктор медичних наук (1997), професор (1999). Заслужений лікар України (1993). Першим здійснив лапароскопічну операцію на Рівненщині, досліджував методи діагностики і лікування хірургічних захворювань.
Протягом 10 років — лікар-хірург Рівненської центральної міської лікарні (1981—1991). Засновник Рівненського обласного клінічного лікувально-діагностичного центру, яким керував 8 років (1991—1998). Автор понад 50 наукових робіт, декількох авторських свідоцтв на винаходи.

## Життєпис

Могила Віктора Поліщука, кладовище «Нове»

Народився 4 листопада 1957 року у селі Тростянець на Рівненщині. З 14 років жив у місті Дубно.
У 1981 році закінчив Тернопільський медичний інститут. Відтоді ж — лікар-хірург відділення ургентної хірургії Рівненської центральної міської лікарні, згодом — заступник головного лікаря. Наприкінці 1980-х розпочав створення Рівненського обласного клінічного лікувально-діагностичного центру, організував всі необхідні процеси. У 1991 році центр офіційно відкрився, а Віктор Поліщук обійняв посаду директора закладу. У 1993 році нагороджений званням «Заслужений лікар України».
З 1995 року — завідувач кафедри діагностики і медичної інформатики факультету післядипломної освіти Тернопільської медичної академії. Тоді ж здобув науковий ступінь кандидата медичних наук, захистивши дисертацію на тему «Эндоскопические критерии выбора методов хирургического лечения язвенной болезни желудка и двенадцатиперстной кишки» (наукові керівники — професори Леонід Ковальчук та Іван Ярема).
У 1997 році здобув науковий ступінь доктора медичних наук, захистивши дисертацію на тему «Вибір методів лапароскопічних оперативних втручань на жовчних шляхах у хворих, які піддавались тривалому впливу малих доз радіації» (науковий консультант — професор Леонід Ковальчук).
Протягом року (1998—1999) обіймав посаду начальника управління охорони здоров'я Рівненської обласної державної адміністрації. Незадовго до загибелі затверджений у вченому званні професора.
Автор понад 50 наукових робіт, декількох авторських свідоцтв на винаходи. Першим здійснив лапароскопічну операцію на Рівненщині, досліджував методи діагностики і лікування хірургічних захворювань.
За два дні до 42-го дня народження, 2 листопада 1999 року, трагічно загинув у ДТП. Похований на рівненському кладовищі «Нове» («Молодіжне»), біля центрального входу.

## Вшанування пам'яті

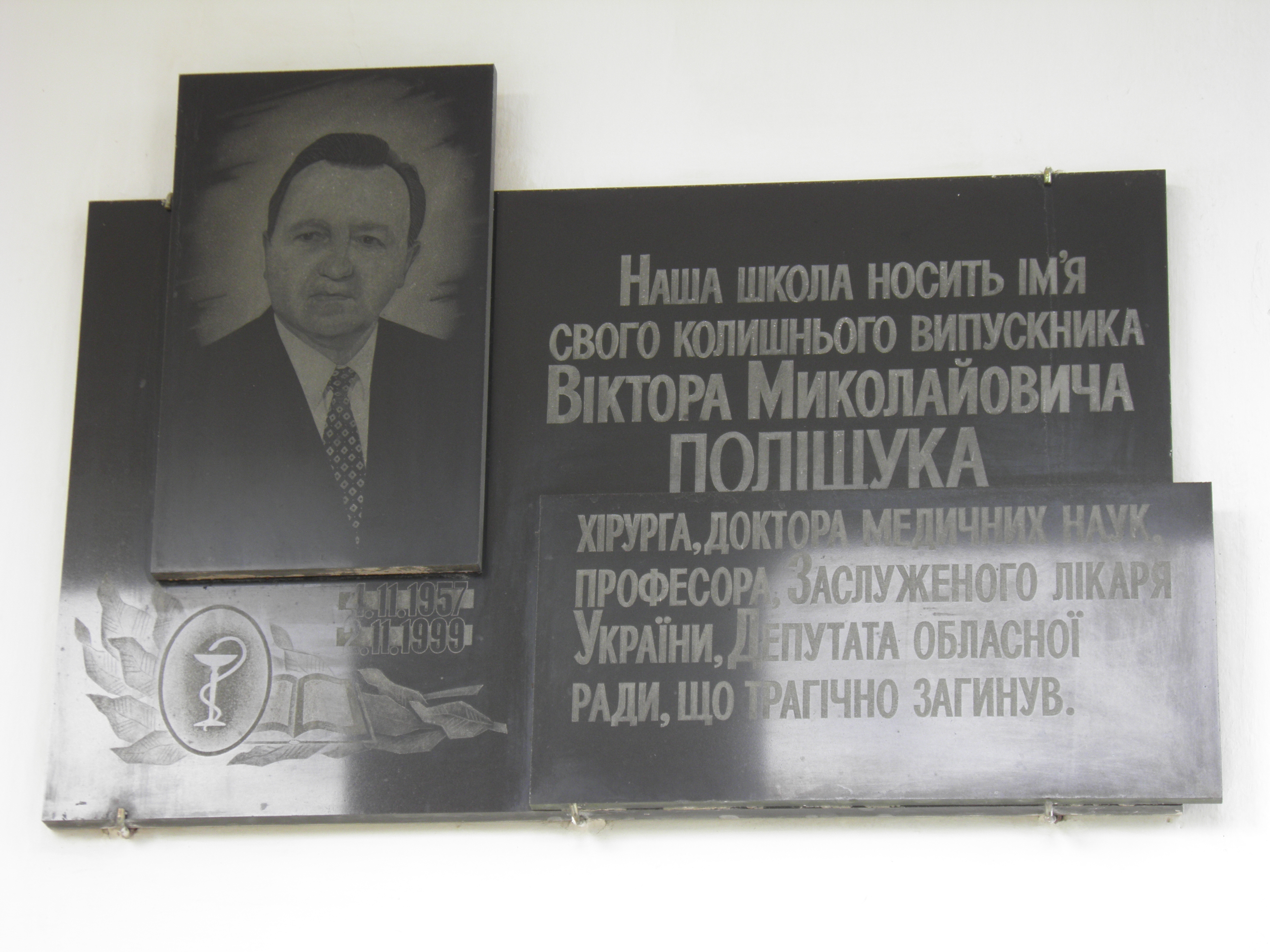
Меморіальна дошка на фасаді школи в селі Тростянець

У 2000 році Рівненському обласному клінічному лікувально-діагностичному центру присвоєно ім'я його засновника — Віктора Поліщука. Також ім'ям професора Поліщука названа школа села Тростянець, яку він закінчив, а на її фасаді встановлена меморіальна дошка його пам'яті.

## Науковий доробок (частковий)
- Эндоскопические критерии выбора методов хирургического лечения язвенной болезни желудка и двенадцатиперстной кишки: диссертация кандидата медицинских наук : 14.00.27 / Моск. мед. стоматол. ин-т. — Москва, 1995.
- Сучасні комп'ютерні технології в медицині: зб. наук. праць / Тернопільський медичний ін-т ім. Горбачевського. Кафедра діагностики та медичної інформатики ; ред. В. М. Поліщук. — Рівне: Вертекс, 1996. — 46 с.
- Інтервенційні методи діагностики та лікування під контролем сонографії / В. М. Поліщук [та ін.] ; ред. В. М. Поліщук ; Тернопільська медична академія ім. І. Я. Горбачевського. Кафедра діагностики та медичної інформатики. — Рівне: Вертекс, 1996. — 32 с.
- Вибір методів лапароскопічних оперативних втручань на жовчних шляхах у хворих, які піддавались тривалому впливу малих доз радіації: дисертація доктора медичних наук : 14.01.03. — Тернопіль, 1997.
- Лапароскопічна хірургія жовчних шляхів // Л. Я. Ковальчук, В. М. Поліщук, М. Ю. Ничитайло, О. Л. Ковальчук. Тернопіль-Рівне.: «Вертекс», 1997. — 155 с.
- Комп'ютерні технології в медицині та Державний реєстр / А. М. Сердюк, В. М. Поліщук та ін. — Рівне: Вертекс, 1997. — 200 с.